# Santi Kolk
Santiago „Santi“ Kolk (* 2. Oktober 1981 in Den Haag) ist ein ehemaliger niederländischer Fußballspieler.

## Karriere
Sein Profidebüt gab Santi Kolk am 29. August 1999 mit ADO Den Haag im Heimspiel gegen NAC Breda. Zwei Jahre später nahm er mit der niederländischen U-20-Nationalmannschaft an der Junioren-Weltmeisterschaft 2001 teil. Die meiste Zeit seiner Karriere spielte er in den ersten beiden niederländischen Ligen. In der Saison 2005/2006 wurde er als Spieler des FC Zwolle Torschützenkönig der 2. niederländischen Liga.
Zur Saison 2010/2011 wechselte er von Vitesse Arnheim in die 2. Bundesliga zum 1. FC Union Berlin. In seinem zweiten Spiel erzielte er am 28. August gegen die SpVgg Greuther Fürth ein Tor. Drei Tore schoss er in den ersten sechs Spielen, danach wurde seine Saison immer wieder von Verletzungen unterbrochen und sie endete schließlich vorzeitig im März 2011 mit einer Fußverletzung.
Zur Saison 2011/12 wurde Santi Kolk an den niederländischen Erstligisten NAC Breda ausgeliehen. Im Juni 2012 löste der 1. FC Union letztlich Kolks Vertrag auf. Seither war er vereinslos. Im November 2012 hielt er sich bei ADO Den Haag fit und wurde auch unter Vertrag genommen. In der Saison 2012/13 war er zu 13 Einsätzen gekommen – dabei stand er in sechs Spielen in der Anfangsformation – und schoss zwei Tore. Sein Vertrag lief zum Saisonende aus und wurde nicht verlängert. Am 28. November 2013 beendete er seine aktive Karriere.